# Philippe Berthelot
Philippe Joseph Louis Berthelot (Sèvres, 9 ottobre 1866 – Parigi, 22 novembre 1934) è stato un diplomatico francese.

## Biografia
Figlio del chimico e statista Marcellin Berthelot e di Sophie Berthelot (nata Sophie Caroline Niaudet), Philippe studiò come avvocato, interessandosi parallelamente di lingue orientali, storia e filosofia. Durante la sua giovinezza ebbe qualche problema con la polizia e si interessò principalmente alle donne. Nel 1899 frequentò Armand Point nella sua casa di Bourron-Marlotte, dove l'artista riceveva in compagnia della sua musa e amante Hélène Linder (1867-1955); Berthelot si innamora di lei e ne divenne l'amante. I due si trasferirono nel 1900 in una piccola casa vicino ai Giardini del Lussemburgo, poi nel 1906 in un grande appartamento in Boulevard du Montparnasse. La coppia si sposò nell'agosto 1914 ed ebbe come testimoni di matrimonio Paul Claudel e Stephen Pichon.
Dopo essere stato nominato dal Ministero degli affari esteri chargé de mission ("incaricato speciale") per il Portogallo, Berthelot cominciò realmente la sua carriera diplomatica con un grande viaggio in Asia, trascorrendo quasi due anni in Cina, dal 1902 al 1904, per trovare l'amico Claudel, ma anche Pierre-Rémi Bons d'Anty, e visitare l'intera nazione. Da questa esperienza Berthelot disse: "Non c'è formazione professionale o umana completa senza un soggiorno in Estremo Oriente", che riassume l'influenza che ebbe questo periodo in lui.
Paul Morand ebbe per lui una grande ammirazione, scrivendo su Venises che Berthelot guidò da solo la politica estera della Francia tra il 1914 e il 1918, "rifiutando di mettere piede all'Eliseo", cosa che Raymond Poincaré non gli perdonerà. Dopo la prima guerra mondiale, in cui si occupò della Maison de la presse del Ministero a Quai d'Orsay, con Aristide Briand difese fin dall'inizio la necessità di una politica di moderazione nei confronti della Germania, che gli è valsa il sostegno dell'economista John Maynard Keynes, prevedendo invece il contraccolpo che potrebbe avere il Trattato di Versailles. Fu anche uno dei principali artefici degli Accordi di Locarno e del Patto Briand-Kellogg. Dopo aver presieduto il gabinetto del ministro degli Esteri, è stato nominato segretario generale del ministero. Fu sollevato dall'incarico per motivi di salute nel febbraio 1933 e gli successe Alexis Leger, più noto con lo pseudonimo di Saint-John Perse.
Oltre alla sua attività di eminente diplomatico, che ne fece l'anima della politica estera francese nella prima metà del periodo tra le due guerre, Philippe Berthelot è noto per le sue numerose amicizie artistiche e letterarie, tra cui Paul Claudel, Saint-John Perse, Jean Giraudoux, Paul Morand, André Gide, Armand Point, Jean Cocteau, Coco Chanel e Raymond Radiguet . Partecipò attivamente alla promozione delle arti e fece amicizia con Victor Hugo (che suo padre conosceva), Auguste Rodin, Adolphe Brisson, Antonio de La Gandara, Paul Valéry, Gustave Flaubert e Paul Nizan.